# Phyllotis definitus
Phyllotis definitus е вид бозайник от семейство Хомякови (Cricetidae). Видът е застрашен от изчезване.

## Разпространение
Разпространен е в Перу.